# 北方高精度徑向速度行星搜索器
北方高精度徑向速度行星搜索器（High Accuracy Radial velocity Planet Searcher for the Northern hemisphere，縮寫：HARPS-N）是一個高精確度的徑向速度量測攝譜儀，該儀器裝設於位於西班牙加那利群島拉帕爾瑪島，由義大利所有的口徑3.58公尺伽利略國家望遠鏡。

## 概要
位於北半球的HARPS-N的設置是為了對應同樣的一套儀器，但裝設於南半球智利拉西拉天文台ESO 3.6米望遠鏡的高精度徑向速度行星搜索器。HARPS-N的設置讓天文學家得以用精密的徑向速度探測法尋找北半球天區的系外行星，尤其是進一步研究克卜勒太空望遠鏡在天琴座和天鵝座發現的系外行星候選天體。
HARPS-N的主要科學目標是合併使用凌星測光與都卜勒光譜學量測的方式發現並確認類似地球的岩質超級地球系外行星，並得知體積與質量。基於最後推算出的行星密度，就可判定發現的系外行星是類似地球由岩石組成的超級地球或氣體巨行星。
HARPS-N 計畫是由瑞士日內瓦天文台主導，並與美國哈佛－史密松天体物理中心、蘇格蘭圣安德鲁斯大学、愛丁堡大學、北愛爾蘭贝尔法斯特女王大学、英國天文科技中心與義大利國家天文物理研究所合作。

## 首次觀測
HARPS-N 於2012年3月27日開光，同年8月1日正式開始觀測。

## 外部連結
- Official web page of the HARPS-N ProjectArchive.today的存檔，存档日期2012-12-17
- HARPS-N page in the TNG web site（页面存档备份，存于）